# If Time Is All I Have
If Time Is All I Have este cel de-al treilea single din albumul Some Kind of Trouble, lansat de  James Blunt în Marea Britanie, pe 4 aprilie 2011. Piesa a fost lansată în format digital. De asemenea, single-ul a fost compus de James Blunt și de Eg White și a fost produsă de Tom Rothrock.

## Track-listing
1. "If Time Is All I Have" - 3:36

## Clasament
| Clasament (2011) | Poziție vârf |
| ---------------- | ------------ |
| Australia(ARIA)  | 53           |